# Zakaria Ouazane
Zakaria Ouazane, né le 1er juillet 2006 à Amsterdam, est un footballeur néerlando-marocain jouant au poste d'attaquant à l'Ajax Amsterdam.

## Biographie

### Carrière en club
Né à Amsterdam, Zakaria Ouazane est formé à Hellas Sport, ensuite au Zeeburgia, avant d'intégrer le centre de formation de l'Ajax,. Son petit frère Abdellah Ouazane est également joueur dans l'académie de l'Ajax.

### Carrière en sélection
Zakaria Ouazane est international marocain en équipes de jeunes, étant sélectionné pour la première fois par Saïd Chiba avec les moins de 17 ans pour la CAN des moins de 17 ans qui a lieu au printemps 2023 en Algérie,, dans un contexte de fortes tensions et incertitudes liées aux relations compliquées entre les deux voisins maghrébins,.
Titulaire tout du long de la compétition, il permet aux siens de se qualifier pour la coupe du monde junior, marquant un doublé lors de la victoire 3-0 contre l'Algérie en quart de finale, remportant ainsi la distinction d'homme du match, déclarant à la presse : « Honnêtement, c’est un moment énorme pour moi et je tiens à remercier tout le monde, de mes coéquipiers aux fans et à ma famille au Maroc et aux Pays-Bas. C’est grâce à un travail d’équipe que j’ai obtenu cela »,,,. Il s'impose ensuite face au Mali pour atteindre la finale du tournoi,,. Titulaire également en finale de la compétition face au Sénégal, il ne remporte pas la compétition à la suite d'une défaite de 2-1 à Alger. Ouazane termine ainsi la compétition en tant que deuxième meilleur buteur de la compétition derrière Amara Diouf.
Se préparant pour la Coupe du monde U17, il reçoit sa première sélection avec le Maroc -18 ans en octobre face à l'Angleterre -18 ans (défaite, 1-0). Le 23 octobre 2023, il est sélectionné sur la liste définitive de Saïd Chiba pour la Coupe du monde U17 en Indonésie. Il est éliminé en quarts de finale de la compétition, battu par le Mali -17 ans sur le score de 0-1.

## Style de jeu
Zakaria Ouazane est loué pour ses qualités de dribbles et de tir particulières, ce qui fait de lui une arme dangereuse sur le terrain. Il est également décrit comme étant un attaquant polyvalent, capable de jouer à plusieurs postes. Ces caractéristiques lui permettent de contribuer de manière significative à son équipe.

## Palmarès
- Maroc -17 ans
  - Coupe d'Afrique des nations junior
    -  Finaliste en 2023